# Fairfield Harbour
Fairfield Harbour és una concentració de població designada pel cens dels Estats Units a l'estat de Carolina del Nord. Segons el cens del 2007 tenia 2.092 habitants.

## Demografia
Segons el cens del 2000, Fairfield Harbour tenia 1.983 habitants, 999 habitatges i 773 famílies. La densitat de població era de 264,9 habitants per km².
Dels 999 habitatges en un 6,4% hi vivien nens de menys de 18 anys, en un 74,6% hi vivien parelles casades, en un 1,9% dones solteres, i en un 22,6% no eren unitats familiars. En el 19,9% dels habitatges hi vivien persones soles el 15,6% de les quals corresponia a persones de 65 anys o més que vivien soles. El nombre mitjà de persones vivint en cada habitatge era d'1,98 i el nombre mitjà de persones que vivien en cada família era de 2,23.
Per edats la població es repartia de la següent manera: un 6,2% tenia menys de 18 anys, un 1,9% entre 18 i 24, un 8,5% entre 25 i 44, un 31,1% de 45 a 60 i un 52,3% 65 anys o més.
L'edat mediana era de 66 anys. Per cada 100 dones de 18 o més anys hi havia 95 homes.
La renda mediana per habitatge era de 51.435 $ i la renda mediana per família de 57.853 $. Els homes tenien una renda mediana de 33.462 $ mentre que les dones 19.954 $. La renda per capita de la població era de 27.368 $. Entorn de l'1,3% de les famílies i el 3,6% de la població estaven per davall del llindar de pobresa.

## Poblacions més properes
El següent diagrama mostra les poblacions més properes.